# Мондови
Мондови (итал. Mondovì) — коммуна в Италии, располагается в регионе Пьемонт, в провинции Кунео.
Население составляет 22473 человека (2008 г.), плотность населения составляет 258 чел./км². Занимает площадь 87 км². Почтовый индекс — 12084. Телефонный код — 0174.
В коммуне 8 сентября особо празднуется Рождество Пресвятой Богородицы. Покровителем коммуны почитается святой Донат из Ареццо.

## Демография
Динамика населения:

## Администрация коммуны
- Официальный сайт: http://www.comune.mondovi.cn.it/